# Судові справи: Злочин і кара
«Судові справи: Злочин і кара» — судова програма на телеканалі «Інтер», яка показує роботу суду в Україні зсередини. Повторні покази з повним українським озвученням транслюється на телеканалах «К2» та «Zoom».

## Суть
У програмі розігрується судовий процес від самого початку до самого кінця. Розглядаються всі справи, які мали місце в українській судовій практиці, такі, як вбивство, шахрайство, крадіжка, пограбування тощо, тобто всі справи, що розглядаються, засновані на реальних судових справах. В цьому шоу можна побачити, як працюють сторони обвинувачення та захисту, як треба поводити себе в суді, як виконується правосуддя, тут телеглядачі можуть побачити застосування українських законів на практиці. Суддя, проголошуючи вирок, прагне не тільки покарати чи виправдати підсудного, а й щоб усі учасники процесу та глядачі зрозуміли сенс закону, як він застосовується в даній ситуації, переконалися у його справедливості.
В ході передачі суддя посилається на відповідні статті  Кримінально-процесуального кодексу України, Кримінального кодексу України, що дає змогу глядачам зіставити те, що вони бачать, з реальними законами.
Спочатку «Судові справи» виходили на телеканалі «1+1». З січня 2009 року програма «переїхала» на телеканал «Інтер» і транслювалася о 17:00. Приблизно з літа 2009 року до літа 2010 року програма виходила з вівторка по п'ятницю (з січня 2010 — з понеділка) о 18:10-20. А з квітня 2010 року почала паралельно виходити програма «Кримінальні справи» по понеділках, замінивши «судові справи» в цей день; в «Кримінальних справах» брали участь інші судді, прокурори й адвокати. З початком червня 2010 року «Судові справи» змістилися на 15:00 з вівторка по п'ятницю. З жовтня програма відновилася по понеділках, а з листопада 2010 року знову змістилася в прайм-тайм о 18:10 з понеділка по п'ятницю, чергуючись із «Кримінальними справами». З 6 грудня і дотепер «Судові справи» на «Інтері» можна побачити о 14:00 (13:55) з вівторка по п'ятницю. З 2011 року програму «Кримінальні справи» на «Інтері» було закрито, і всі учасники процесу з двох програм «злились» в одну — «Судові справи: Злочин і кара».
Станом на 25 червня 2011 року дану програму закрито та замінено на «Сімейний суд». Подальша доля проекту наразі невідома, хоча на «Телекритиці» зазначається, що програми плануються йти одночасно.
Станом на 19 серпня 2011 року програму відновлено на телеканалі «Інтер». Тепер програма транслюється з вівторка по п'ятницю о 15:00. При цьому «Сімейний суд» не скасовано, ці судові програми транслюються паралельно.

## Учасники процесу
Судді:
- Окіс Олександр Ярославович
- Старенький Сергій Євгенійович

Прокурори:
- Гусейнова Регіна Захидівна
- Бойко Петро Анатолійович
- Наум Віталій Миколайович
- Антонюк Олена Володимирівна (раніше)

Адвокати:
- Солодко Євгеній Вікторович
- Бевз Сергій Владиславович
- Жуковська Ольга Леонідівна
- Деледивка Сергій Григорович

У «Кримінальних справах» та «Судових справах» раніше можна було побачити:

Судді:
- Калінська Ірина Михайлівна
- Войтюк Ірина Анатоліївна
- Чичков Костянтин Костянтинович
- Захарова Олена Семенівна

Прокурори:
- Рогоза Валерій Анатолійович
- Прокурор Каленчук Андрій

Адвокати:
- Бабич Олена Іванівна
- Овод Роман Віталійович
- Кулішенко Микола Юрійович
- Дузь Юлія Миколаївна
- Голодняк Микола Володимирович
- Адвокат Давиденко.

Секретарем судового засідання незмінно залишається Сологуб Олена Вікторівна. 26 травня 2011 вперше з'явилися секретар Ангеліна Оксана Вікторівна.